# Feldkircher Wochenblatt
Das Feldkircher Wochenblatt war eine „unpolitische“ Wochenschrift, die von 1809 bis 1857 erschien. Im Jahr 1817 lautete der Hauptsachtitel „Bekanntmachungen des K.K. Prov. Landgerichts Feldkirch und der umliegenden k.k. prov. Landgerichte und k.k. Ämter“, danach trug sie wieder den Titel „Feldkircher Wochenblatt“. 

## Geschichte
Die Erscheinungsweise war wöchentlich und das Format betrug 8°.
Das Feldkircher Wochenblatt wurde in den ersten Jahren (1809 bis 1820) von der „Graffischen Buchdruckerey“ unter Johann Caspar Graff verlegt und herausgegeben. Von 1821 bis 1840 erfolgte die Redaktion und Verlegerschaft durch Joseph Graff und nach seinem Tod übernahm dessen Witwe Anna Maria Graff diese Aufgaben.
Das Wochenblatt veröffentlichte Edikte und Bekanntmachungen und beinhaltete Nachrichten aus dem In- und Ausland sowie ein Verzeichnis zu aktuellen Marktpreisen. 
Nachfolger  des „Feldkircher Wochenblatts“ waren  von 1858 bis 1862 der „Anzeiger für Feldkirch und Umgebung“, welcher ab 1863 bis 1938 den Titel Feldkircher Anzeiger trug. Zwischen 1938 und 1940 lautete der Titel „Vorarlberger Oberland“ und zwischen 1941 und 1944 war die Wochenschrift nicht erschienen.